# Diamant (navire, 1846)
 (décembre 2016).
Si vous disposez d'ouvrages ou d'articles de référence ou si vous connaissez des sites web de qualité traitant du thème abordé ici, merci de compléter l'article en donnant les références utiles à sa vérifiabilité et en les liant à la section « Notes et références ».
Pour les articles homonymes, voir Diamant (homonymie).

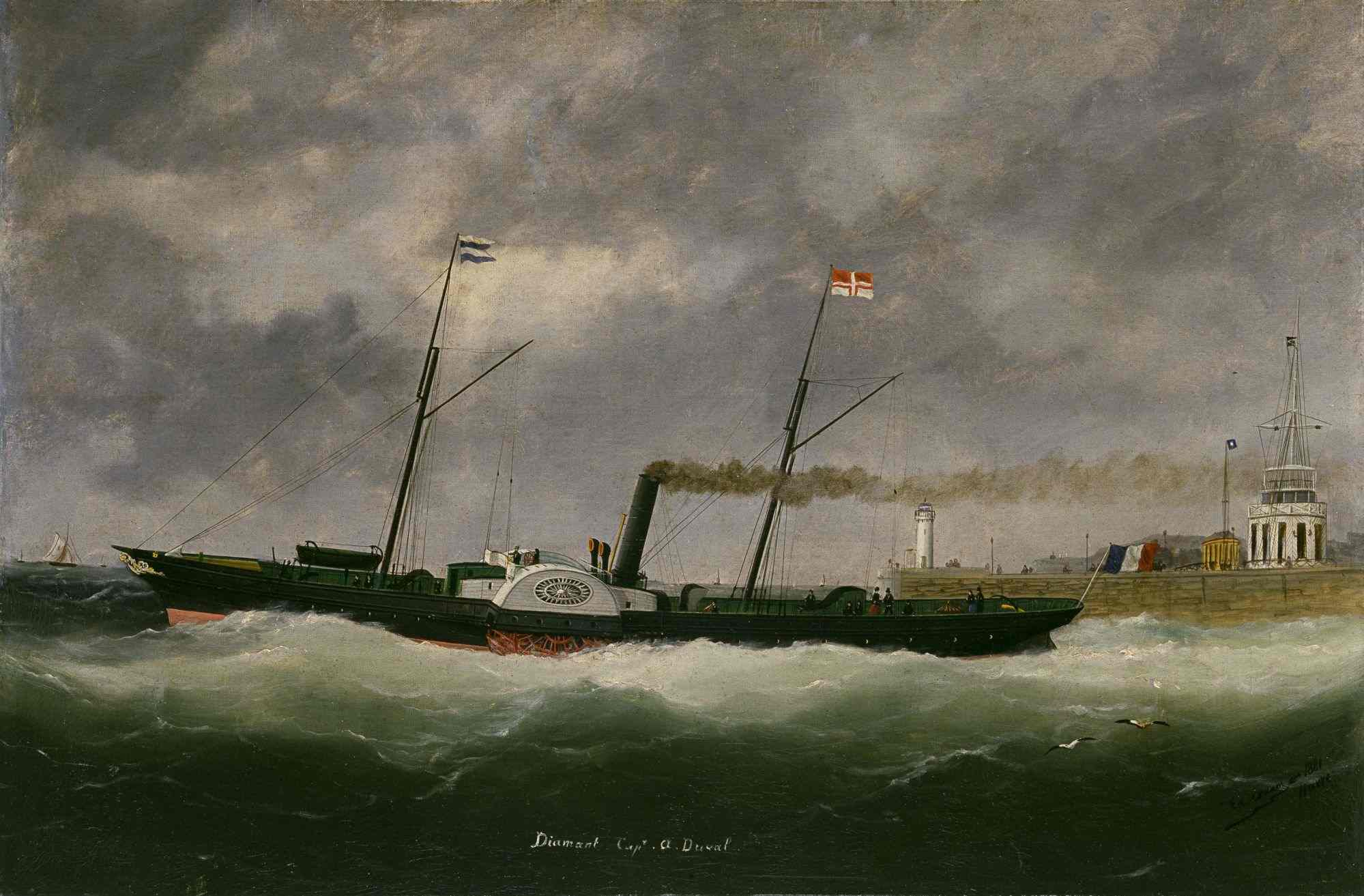
Le Diamant sortant du Havre, Édouard Adam, 1881.

Le Diamant était un paquebot belge qui, pour le chemin de fer belge, a ouvert la ligne Ostende-Douvres le 4 mars 1846 lors de son premier voyage vers l’Angleterre. Grâce à une stabilité de la vitesse il pouvait effectuer une traversée dans des conditions normales en cinq heures.

## Histoire
Après avoir été importé de l'Angleterre au port d'Ostende par les Marines royales belges, le navire a été livré à l’État belge début février 1846.
Le Chemin de fer, joint par les deux navires Ville d'Ostende et Ville de Bruges, permettait d'organiser un service régulier et journalier pour le transport de dépêches et de passagers entre Ostende et Douvres. Avant, le service n'était fait que deux fois par semaine par le Chemin de fer ,et les autres jours, le transport était fait par les bateaux-postes anglais. 
Une hiérarchie existait à bord, les passagers qui se présentaient en première classe étaient situés sous le pont, confortablement, à l'abri du froid et du vent. Ceux de deuxième classe devaient se mettre sur le pont, près de la longue cheminée où les conditions météorologiques n’étaient pas favorables. En 1846, un ticket coutait 26,90 Bfr (1ère classe) ou 13,45 Bfr (2e classe).
Après 22 mois de service continu, le Diamant fut retiré du transport maritime pour des réparations. Le 20 avril 1848, le navire, complètement réparé, recommençait son service.
Le navire a été vendu à la Société des paquebots-poste français, en 1872. Il naviguait entre Le Havre et Trouville-sur-Mer pendant les belles saisons  . Ce trajet entre Le Havre et Trouville prenait 36 minutes.
Finalement, le navire a été démoli en 1900.

## Caractéristiques
Le navire a été construit par le chantier britannique Ditchburn et Mare et le moteur par Maudslay and Son and Field. Il était équipé de 4 bateaux de sauvetages et 2 long mâts, qui avaient la possibilité d’attacher plusieurs voiles en plus.
Sa longueur hors tout était de 44,90 m, une largeur de 6,40 m et un tirant d’eau de 2,16 m.
Sa propulsion était assuré par 2 roues à aubes, alimentée par un moteur à vapeur développant 190 ch, pour une vitesse maximum de 14 nœuds.